# سيمون ثيرسك
سيمون ثيرسك (بالإنجليزية: Simon Thirsk) (مواليد 15 مايو 1977) هو سبّاح جنوب أفريقي، مثّل بلاده في الألعاب الأولمبية الصيفية 2000.

## روابط خارجية
سيمون ثيرسك على موقع الاتحاد الدولي للسباحة (الإنجليزية)
- سيمون ثيرسك على موقع SwimRankings.net (الإنجليزية)
- سيمون ثيرسك على موقع اللجنة الأولمبية الدولية (الإنجليزية)
- سيمون ثيرسك على موقع أوليمبيديا (الإنجليزية)
- سيمون ثيرسك على موقع اتحاد ألعاب الكومنولث (مؤرشف) (الإنجليزية)